# Negovac
Negovac (cyr. Неговац) – wieś w Serbii, w okręgu pczyńskim, w gminie Bujanovac. W 2002 roku liczyła 39 mieszkańców.